# Babiana fragrans
Babiana fragrans là một loài thực vật có hoa trong họ Diên vĩ. Loài này được (Jacq.) Steud. miêu tả khoa học đầu tiên năm 1840.